# Guaymallén megye
Guaymallén egy megye Argentína nyugati részén, Mendoza tartományban. Székhelye Villa Nueva.

## Népesség
A megye népessége a közelmúltban a következőképpen változott:
| Év   | Lakosság |
| ---- | -------- |
| 2001 | 250 141  |
| 2010 | 283 803  |